# Gustav von Gerl
Gustav Ritter von Gerl (* 3. Juni 1841 in Wien; † 5. Februar 1920 in Frohnleiten) war ein österreichischer Mediziner und Fischereifachmann. Er besaß ein Landgut in Frohnleiten in der Steiermark und war Professor an der Wiener Hochschule für Bodenkultur.

## Leben
Gerl wurde als Sohn des Hofrates Eduard Ritter von Gerl geboren; seine jüngeren Schwestern waren Marie und Emma von Gerl. Er studierte an der Universität Wien Medizin und promovierte dort 1867 zum Dr. med. Er gehörte der Wiener akademischen Burschenschaft Arminia an. Im Anschluss daran arbeitete er drei Jahre als Operateur bei Johann von Dumreicher an der chirurgischen Klinik in Wien. Von 1870 bis 1896 praktizierte er als Arzt in Unterwaltersdorf.
Danach widmete er sich als Lehrer und als Schriftsteller einem völlig anderen Thema, und zwar  dem Fischereiwesen, er galt bald auf diesem Gebiete als Autorität. Zudem förderte er als langjähriger Mäzen den  Maler Ferdinand Matthias Zerlacher. Er lehrte an der Höheren landwirtschaftlichen Lehranstalt „Francisco-Josephinum“ in Mödling und war gleichzeitig als Honorardozent für Fischereiwesen an der Hochschule für Bodenkultur in Wien tätig. 1912 wurde er nach einem Ehrenjahr tit. ao. Prof. Neben seiner Tätigkeit am Francisco-Josephinum war er auch im k. k. Ackerbauministerium als Konsulent für die Fischereiinteressen der verschiedenen Kronländer tätig.
Dabei setzte er sich im Namen des Österreichischen Fischereivereines, dessen zweiter Präsident er war, für die Verbesserung der Bedingungen des Fischereiwesens ein; beispielsweise forderte er die „obligatorische Anbringung von Fischleitern in Werksbächen“, die Bewirtschaftung von Waldgewässern „auf naturgemäßer Grundlage“
oder die „dringender werdende Nothwendigkeit der Schaffung von strengen Gesetzen gegen die fortgesetzten und stets umfassender werdenden Schädigungen, welche die Fischereiinteressenten durch die rücksichtslose Gepflogenheit der Industrie, ihre Schmutz- und Abfallwässer ungereinigt den öffentlichen Gewässern zu übergeben, erleiden“.

## Publikationen
- Fischerei-Wirtschaftslehre: im Auftrage des hohen k.k. Ackerbauministeriums.  Carl von Hölzl, Wien 1898.
- Welche Anforderungen stellen die Fische an die Gewässer?  Wien 1904.
- (gem. mit E. Weeger): Die Aufzucht der Forelle und der anderen Salmoniden (3. umgearb. Aufl.). Hugo H. Hitschmanns Journalverlag, Wien 1896.[7]
- (gem. mit E. Weeger): Die Aufzucht der Forelle und der anderen Salmoniden (Archiv für Landwirtschaft, Bd. 17, 4. gänzlich umgearb. und vermehrte Aufl.). Hitschmann, Wien 1905.